# Archipiélago de Tierra del Fuego
El archipiélago de Tierra del Fuego está situado en el extremo austral de América del Sur, entre los océanos Atlántico, Pacífico y el Antártico.
Se extiende al sur y al este del estrecho de Magallanes y está compuesto por una isla principal, la isla Grande de Tierra del Fuego y una infinidad de islas grandes y pequeñas que forman una complicada red de canales. 
Políticamente, el archipiélago está dividido entre Chile y Argentina, correspondiendo a Chile la porción occidental y austral y a Argentina, la porción oriental. Así la mayoría de las islas menores pertenecen a Chile y la isla grande resulta divida en dos; siendo uno de los casos de islas con límites internacionales.
Para su estudio se puede considerar dividido en tres partes principales: las islas del noroeste, la isla Grande y las islas del sur y sureste.

## Ubicación
Ocupa la extremidad meridional del continente americano, entre los paralelos 52° 28′ y 56° de latitud sur y los meridianos 63° 44′ y 74° 45′ de longitud oeste, corresponde aproximadamente a los Países Bajos y Dinamarca en el hemisferio norte, y no está tan cerca del polo sur como lo están Suecia y Noruega del polo norte.
Se extiende al sur y al este del estrecho de Magallanes entre los océanos Atlántico y Pacífico. Su perímetro está determinado por las puntas Anegada y Catalina en la costa norte de la isla Grande de Tierra del Fuego, el cabo San Juan en el extremo oriental de la isla de los Estados, el cabo de Hornos en el extremo sur del grupo de las islas Hermite y el cabo Deseado en la extremidad occidental de la isla Desolación.
Dentro de sus límites hay agrupadas una infinidad de islas grandes y pequeñas que forman una complicada red de canales, bahías y senos y que están dominadas en su mayoría por montañas de nieves eternas.
En consideración a su extensión y a los complicados cursos de sus canales se le ha dividido en tres porciones principales, a saber: 
- Las islas del noroeste;
- La isla Grande y;
- Las islas del sur y sureste.

El grupo de las islas del noroeste se prolonga en una extensión de 160 millas formando la margen sur del estrecho de Magallanes. La isla Grande es la más extensa de todas; tiene la forma de un gran triángulo cuya altura mide 140 millas y una base de 240 millas. En el grupo de las del sur y del sureste las dos más grandes miden en conjunto 100 millas de este a oeste por 40 millas de norte a sur.
Políticamente el territorio del archipiélago es del dominio de la República de Chile, con excepción de la parte oriental de la isla Grande de Tierra del Fuego y la isla de los Estados que pertenecen a la República Argentina.
Bajo el punto de vista de su orografía y relieve puede considerarse dividido en dos zonas bien definidas: la zona cordillerana o insular y la zona pampeana. La primera comprende todas las islas situadas al sur del estrecho de Magallanes, desde el cabo Deseado hasta la isla Dawson, las islas australes hasta el cabo de Hornos y la Tierra del Fuego situada al sur de la gran depresión constituida por el seno Almirantazgo, el lago Fagnano y demás tierras que siguen al oriente hasta el océano; la zona pampeana comprende la Tierra del Fuego que queda al norte de los límites antes indicados.

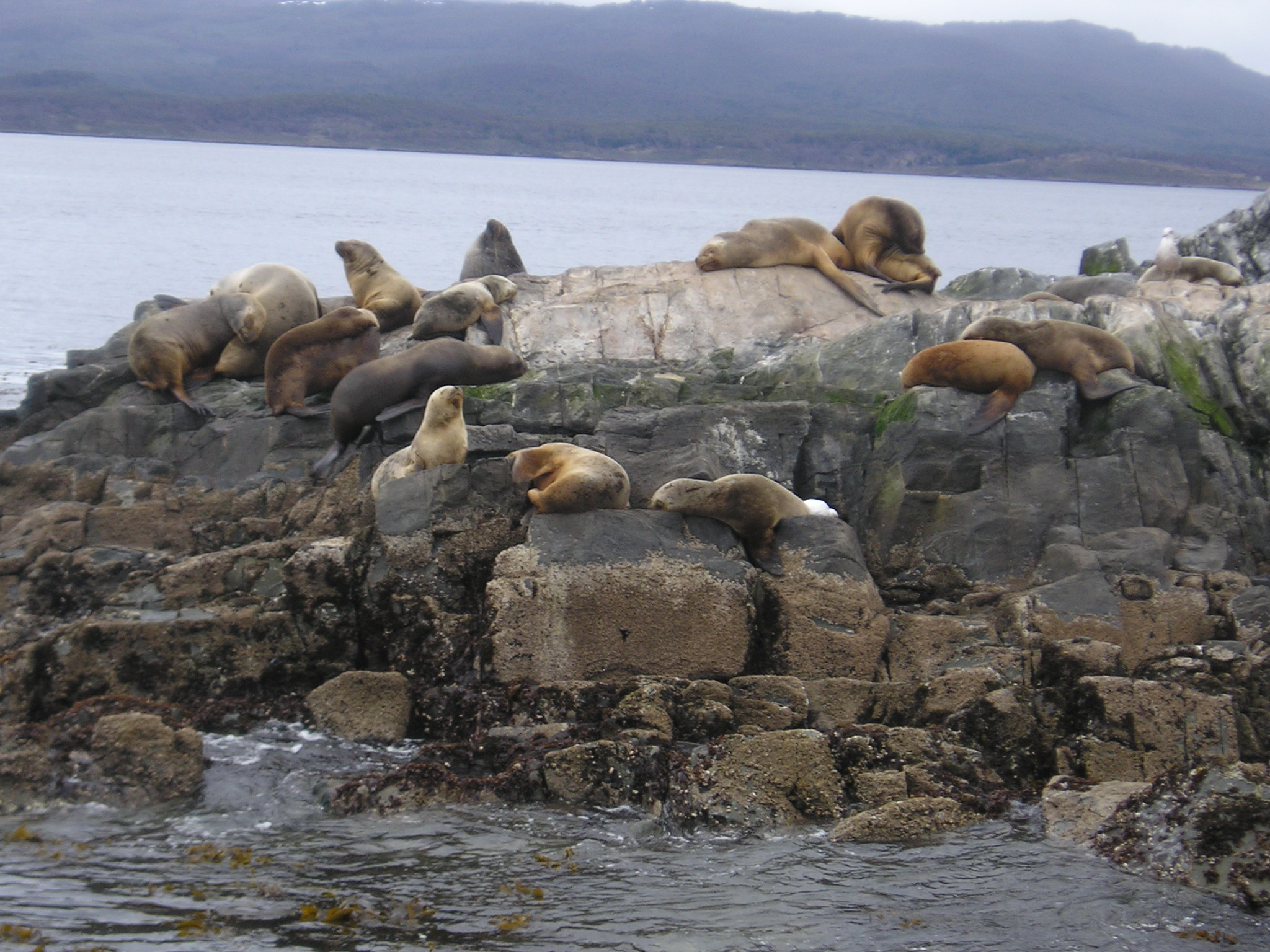
Lobos marinos en la isla de los Lobos en el Canal Beagle, cerca de Ushuaia, año 2006.

La zona cordillerana posee montañas de gran altura, cubiertas de nieves perpetuas, se reconoce en ellas la prolongación más allá del estrecho de Magallanes de la cordillera de los Andes. No existen llanuras pero sí numerosos valles cubiertos de bosques y cuyo fondo está generalmente ocupado por arroyos o torrentes, lagunas o pantanos. Sus costas son rocosas, escarpadas y cubiertas por una vegetación enmarañada; no hay playas propiamente tales sino que formadas por lajas o rocas desmenuzadas. Sus aguas son profundas aún a corta distancia de la costa. Hay numerosos cursos de agua, rápidos y de corta extensión.
La zona pampeana es totalmente diferente, con alturas poco definidas en su principio por estar cubiertas de bosques. Desde la línea de la sierra Carmen Sylva hacia el norte las tierras adquieren un marcado carácter de uniformidad. La vegetación arbórea disminuye gradualmente siendo sustituida por la herbácea útil para la ganadería. Posee ríos de largo curso y corriente moderada. El clima es completamente diferente al de la región insular, es relativamente benigno, más seco y casi libre de nubes. En lo hondo de los valles abundan las lagunas y los pantanos. Algunos de estos lagos tienen grandes proporciones; los dos más grandes son el lago Roca, al norte de la bahía Lapataia y el lago Fagnano, el más grande de la Tierra del Fuego.

## Historia

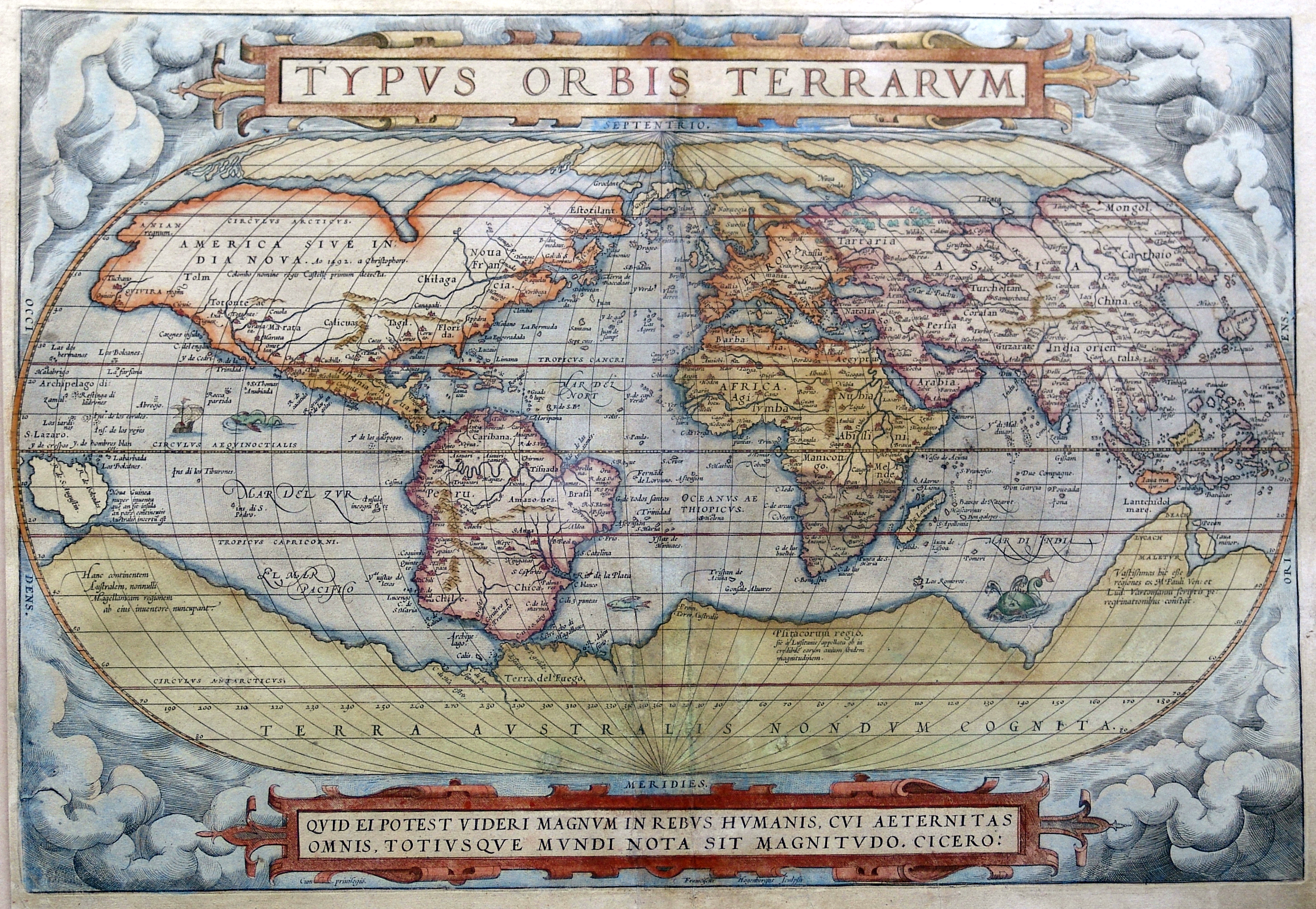
Mapa del mundo de 1572, cuando se creía que la zona formaba parte de lo que se llamaba Terra Australis

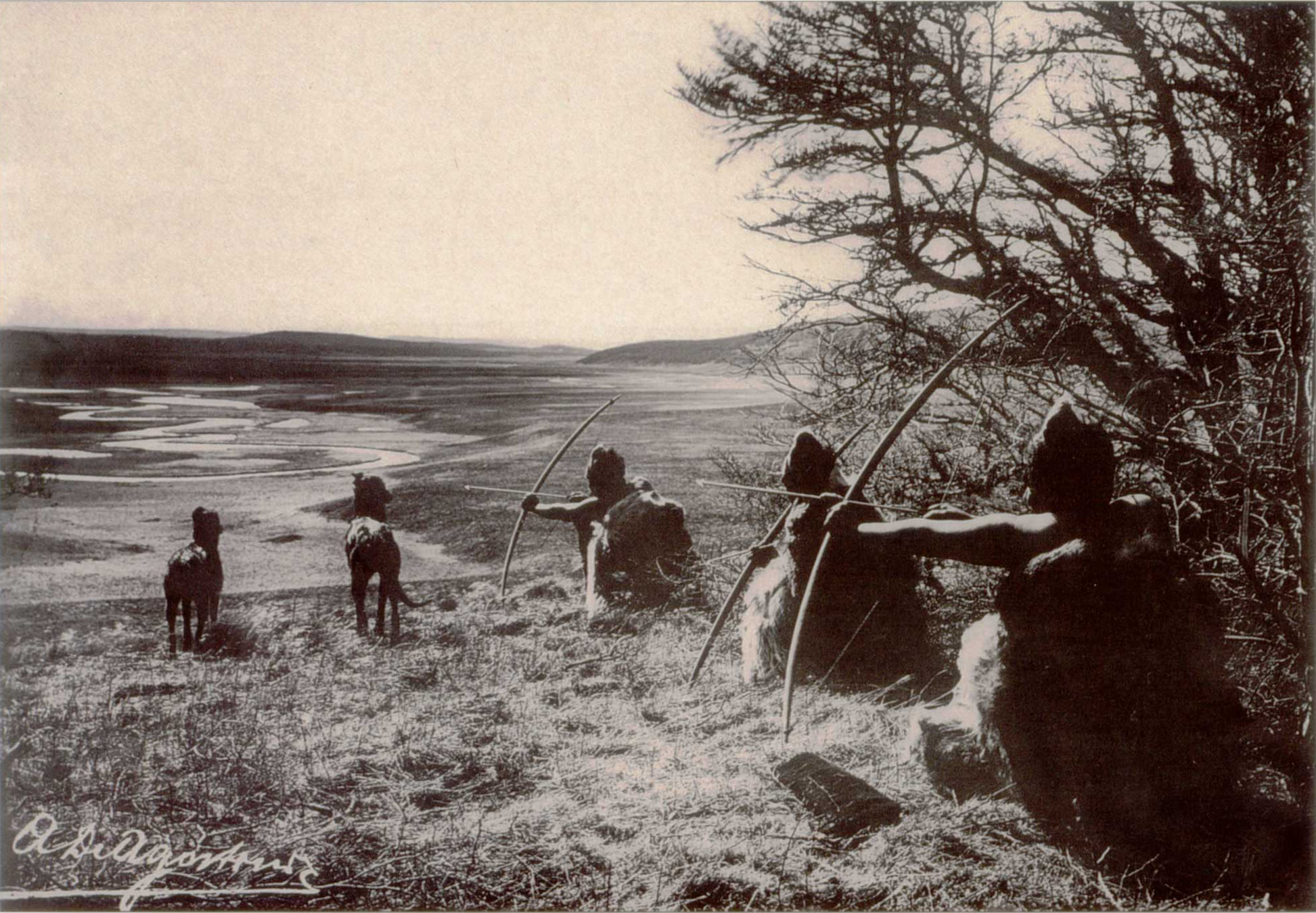
Cazadores selknam en 1930.

El poblamiento de Tierra del Fuego (según muestra el registro arqueológico) habría ocurrido por dos vías de ingreso a la actual isla y en dos momentos cronológicos diferentes. Hace aproximadamente 11 000 años AP, grupos humanos procedentes de la estepa patagónica y de adaptación al medio terrestre habrían colonizado el norte de Tierra del Fuego, siguiendo  probablemente los canales de desglazamiento del glaciar que ocupaba el estrecho de Magallanes.
El sitio Tres Arroyos 1 y su nivel ‘Va’ (Massone 2004) sería la evidencia de los más tempranos pobladores de la isla; en el mismo se han hallado fogones asociados a restos culturales y faunísticos. Es el único sitio en la isla en el cual se han identificado entre la fauna algunas especies extinguidas asociadas a fragmentos de puntas tipo “cola de pescado” Recién hacia los 6500-6000 años AP, el sur de la isla y los canales son ocupados por grupos canoeros procedentes de los archipiélagos del oeste de la isla, que llegaron al Canal Beagle; los sitios y las localidades arqueológicas que presentan plena adaptación a los recursos litorales son, el Segundo Componente de Túnel I y en el Componente Inferior de Imiwaia I. Para el primero hay numerosos fechados que se escalonan entre 6300-6200 y 4590 años AP; en el segundo, un nivel bajo pero no inicial quedó datado hacia 5870 ± 150 años AP.
Estas islas y canales fueron habitados y recorridos por pueblos indígenas conocidos durante varios siglos con el único nombre de fueguinos. Recién a mediados del siglo XIX, a partir de la expedición hidrográfica al mando del comandante Parker King, 1826-1830, se les comenzó a clasificar en cuatro ramas distintas: kawésqar, yámanas, onas y haush.
Los kawésqar vivían en ambas riberas del estrecho de Magallanes desde el puerto Hambre hacia el occidente, incluyendo el sector del seno Almirantazgo, los canales patagónicos hasta el golfo de Penas, y las islas occidentales del archipiélago fueguino, desde el cabo Pilar hasta el seno Ladrones.
Los yámanas habitaban el canal Beagle y los canales que están al sur del mismo hasta las islas Hermite, congregándose principalmente en el sector del canal Murray y caleta Wulaia.
Los onas ocupaban el sector noreste de la isla Grande de Tierra del Fuego y los haush el extremo sureste de la misma.
El grupo de los indios kawésqar–yámana y el de los onas-haush formaban dos grupos raciales completamente distintos por sus características físicas y costumbres. En cuanto a la lengua se trataba de tres familias lingüísticas separadas, los yámanas hablaban un idioma totalmente diferente al de los kawésqar.
Fernando de Magallanes, navegante portugués al servicio del rey de España, fue quien el 31 de octubre de 1520 descubrió la entrada del estrecho que posteriormente llevaría su nombre. Desde esa fecha pocas regiones del globo han contado con tantas expediciones de reconocimiento e hidrográficas como este archipiélago.
Durante su travesía del Estrecho, Magallanes vio las humaredas de los fuegos encendidos por los indígenas en el interior de las tierras al sur del canal. Debido a estas fogatas que ardían por días y despedían mucho humo, llamó a estas islas Tierra de los Humos, denominación que cambiaría a Tierra de los Fuegos, antes de derivar en Tierra del Fuego.
La considerable extensión de los territorios situados al sur del Estrecho hicieron pensar a los navegantes que aquellas tierras formaban parte de un continente que se extendía hasta el polo sur. El mar o paso que separa el continente americano de la Antártida fue conocido por primera vez por Francisco de Hoces, en 1526, sin embargo, el nombre de «Drake passage», o en español «pasaje o paso de Drake», es el que se utiliza en la cartografía internacional y tiene su origen en la cartografía de la marina británica, que conmemora la presencia en esas aguas del corsario inglés Francis Drake quien, sesenta años después, en 1578, sigue los pasos de los navegantes españoles, pero al cruzar el estrecho de Magallanes con su barco The Golden Hind y se vio arrastrado por un temporal hacia la gran masa de mar, al sur, descubierta por Hoces. Transcurrió casi un siglo desde su descubrimiento para que se confirmara la idea de unos pocos marinos que pensaban que esos territorios eran sólo una isla, sobre todo después de los informes dados por Drake y otros navegantes que fueron arrastrados por tormentas hasta altas latitudes viendo que terminaban las tierras y se abría hacia el sur un gran mar.
En 1615 comenzaron los viajes de reconocimiento que resultaron con el descubrimiento del cabo de Hornos por la expedición de Le Maire y Willem Schouten. En 1768 se iniciaron las comisiones hidrográficas destinadas a levantar la cartografía de la región y a obtener antecedentes de carácter científico.

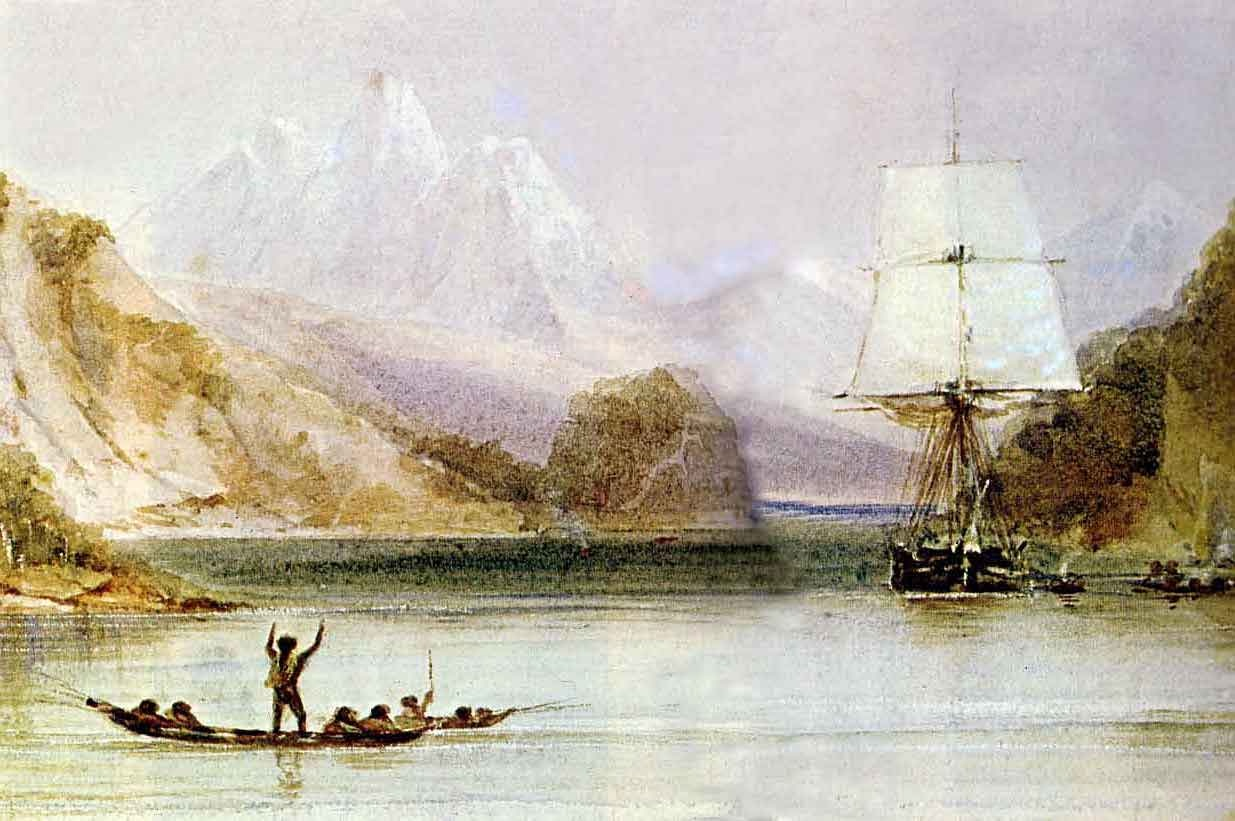
El HMS Beagle en Tierra del Fuego, entre 1832 y 1836, pintura de Conrad Martens.

El movimiento que generó el uso del estrecho de Magallanes como vía marítima entre el Atlántico y el Pacífico hizo que Chile y Argentina se acordaran de estas tierras y pensasen someterlas a su dominio, pues otros países las habían considerado como res nullius. En 1843 Chile tomó posesión del estrecho de Magallanes. En 1883 Argentina eligió a Ushuaia como capital del Territorio de la Tierra del Fuego, el poblado contaba apenas con 150 habitantes y había sido fundada en 1868 por el misionero evangélico Thomas Bridges. En 1869 el capitán Luis Piedrabuena tomó posesión para Argentina de la isla de los Estados, país que la ocupó oficialmente en 1884.
En 1881 se firmó el Tratado de límites entre Argentina y Chile, pacto que trazó la línea divisoria entre ambas repúblicas en la isla Grande de Tierra del Fuego. A pesar de ello, la presencia de ambos fue muy precaria hasta entrado el siglo XX. En 1887 colonos europeos introdujeron el ganado lanar. En los años 1885-1890 se divulgó el descubrimiento de grandes yacimientos auríferos en el estrecho y en la Tierra del Fuego, con lo que comenzaron a llegar trabajadores de todas partes del mundo. Las tierras fueron repartidas tanto por Argentina como por Chile a compañías británicas o controladas por capitales británicos, como la Sociedad Explotadora de Tierra del Fuego y las de José Menéndez, que desarrollaron una política de erradicación de la población originaria que se conoce como el genocidio selknam aunque afectó también a yaganes, haush y kawésqars. Puede hablarse del desarrollo de una "soberanía ovina", delegada por los Estados en las empresas.
En el siglo XIX, se establecieron en el archipiélago misioneros anglicanos, y hacia fines del mismo siglo salesianos católicos, con el fin de evangelizar y establecer la cultura europea entre los pueblos originarios. Asimismo, desde fines del siglo XIX se establecieron agricultores, pescadores, operadores de minas y loberos, que en algunos casos perpetraron terribles masacres, o introdujeron enfermedades y vicios desconocidos en la población original, reduciéndola drásticamente. La obra de los misioneros, que recogieron a los supervivientes, fue en cierta medida contraproducente por el hacinamiento que implicaba una más rápida transmisión de enfermedades importadas, y solo pudo prolongar algunos años la inevitable extinción de los pueblos originarios y sus culturas. Algunos descendientes mantienen viva hoy parte de la cultura que se pudo transmitir de generación en generación, por ejemplo en Villa Ukika, Isla Navarino (pueblo Yámana-Yagán).
En 1911 se confirmó la existencia de petróleo en la región noreste de la isla Grande de Tierra del Fuego. En 1928 se efectuaron los primeros sondeos y se extrajeron las primeras muestras de petróleo y en 1945 se obtuvieron los primeros excelentes resultados. Argentina que ya en 1907 había descubierto yacimientos petrolíferos en Comodoro Rivadavia, en 1948 comenzó las perforaciones en las cercanías de Río Grande también con buenos resultados.
Posteriormente los gobiernos de Argentina y Chile promulgaron leyes impositivas y zonas francas con el propósito de promover el desarrollo industrial y comercial de sus respectivas regiones.
Una disputa territorial respecto a la delimitación del canal Beagle casi llevó a ambos países a un conflicto armado en 1978. Después de la mediación de la Santa Sede, se firmó el 29 de noviembre de 1984 un tratado que puso fin al conflicto.

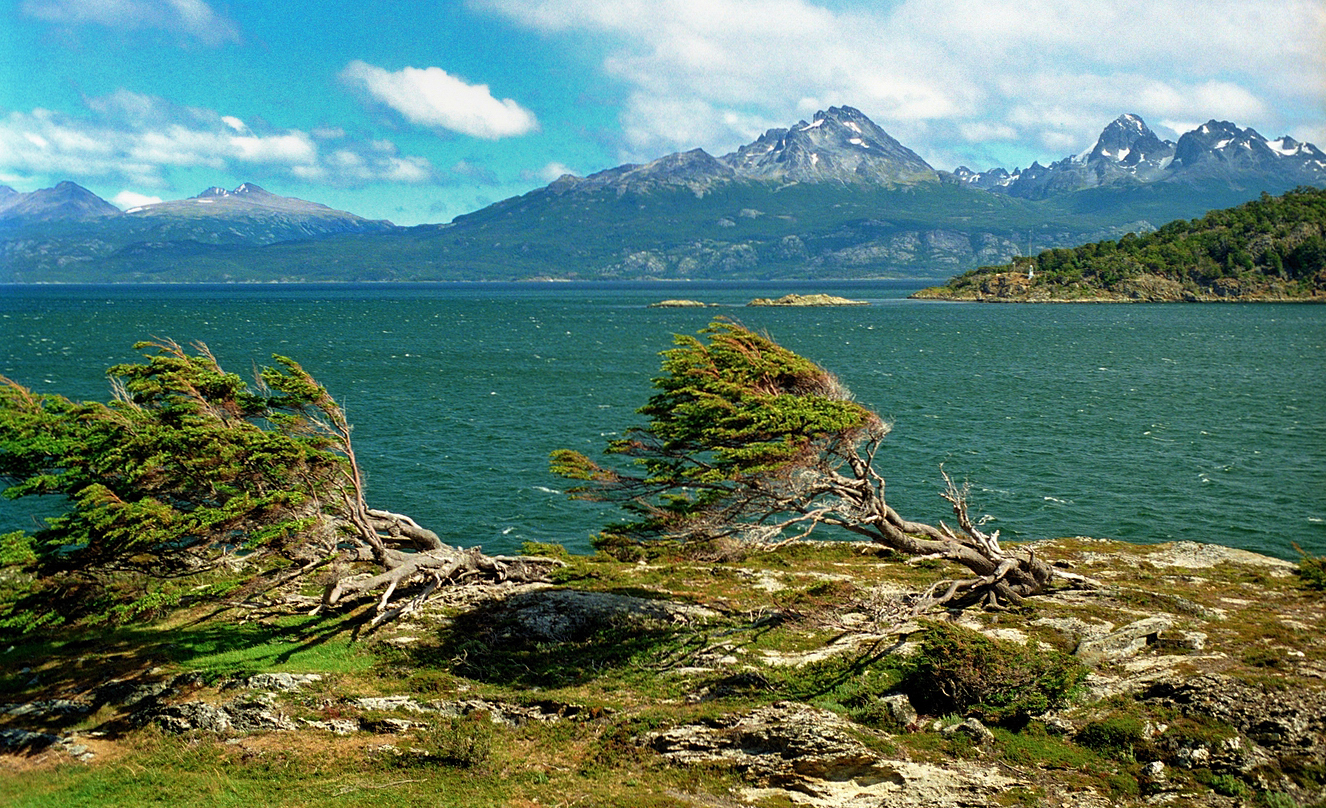
Nothofagus, Puerto Harberton en 1997.

A partir de la década de 1980 el turismo ha aumentado de forma importante, sobre todo por la reputación de la región para la práctica de la pesca deportiva en los ríos, para la práctica del esquí, y también por la imagen de «fin del mundo» de que goza el archipiélago. Desde Ushuaia o Punta Arenas, parten muchos cruceros hacia el cabo de Hornos, a la Antártida o a los canales fueguinos. La Estancia Harberton (la primera estancia en Tierra del Fuego), el parque nacional Tierra del Fuego, el canal Beagle y sus islas son también muy visitados por turistas de todo el mundo.

## Población

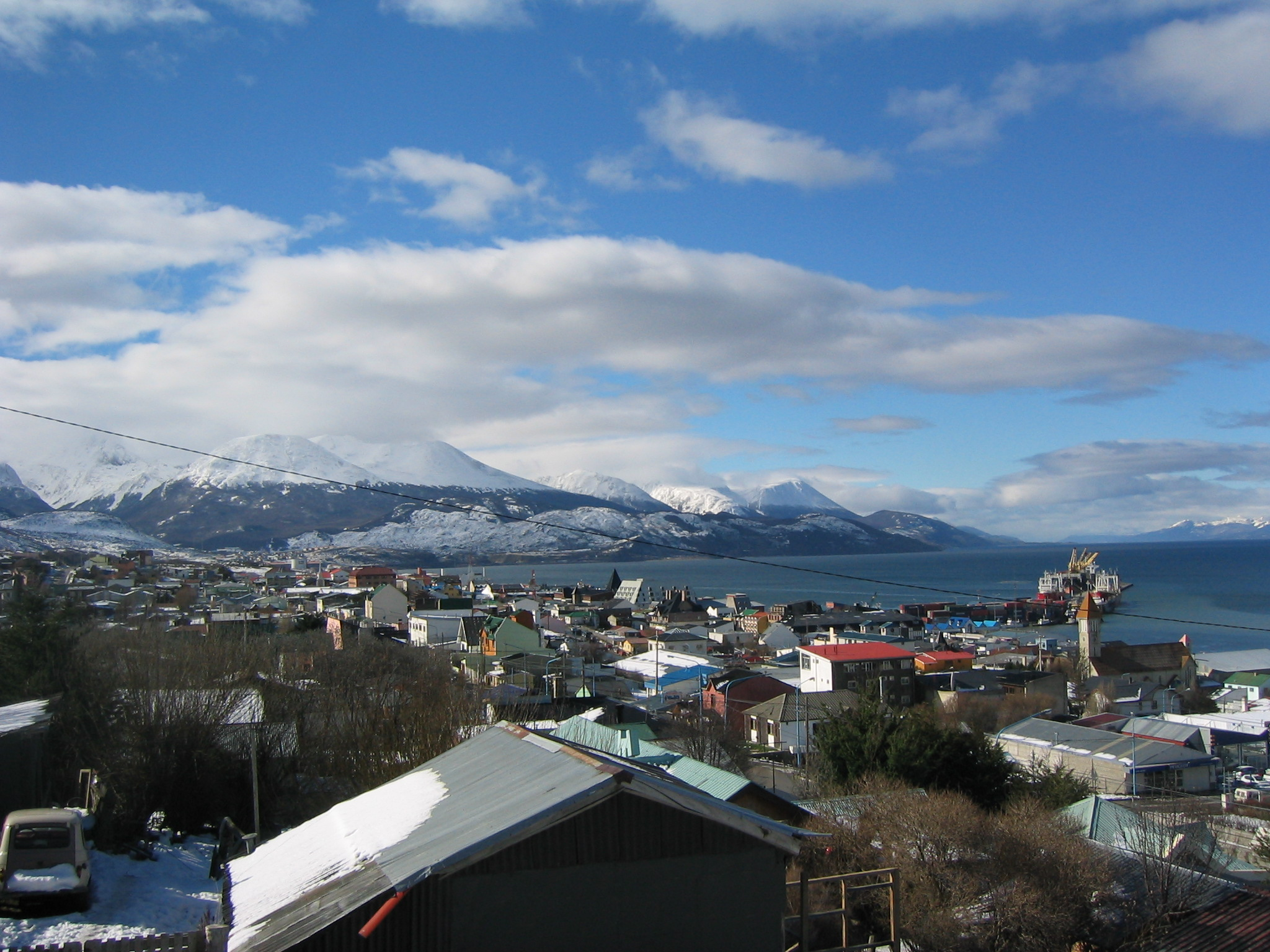
La ciudad de Ushuaia, a principios de primavera de 2005.

En el lado argentino, en la costa sur de la isla, y bañada por el canal Beagle está Ushuaia, con 81 007 habitantes; en la costa atlántica se encuentra la ciudad de Río Grande con 98 277 habitantes;  entre ambas ciudades se sitúa Tolhuin, de 9879 habitantes.
En el lado chileno, la ciudad más grande es Porvenir, en la isla Grande, bañada por el estrecho de Magallanes, habitada por 9707 personas. Puerto Williams, en la isla Navarino, en la costa sur del canal de Beagle, tiene alrededor de 1868 habitantes, pues según el censo 2012 toda la Comuna de Cabo de Hornos cuenta con 3180 habitantes. Esta localidad está más al sur que Ushuaia y, por tanto se discute su título de ciudad más austral del mundo.

## Sector de las islas del Noroeste

### Islas principales

#### Isla Desolación
Esta gran isla mide 71 millas de largo en dirección general ONO a  de hielo que la cubrieron en el pasado.
Los principales puertos y bahías de su parte norte son: Puerto Misericordia, bahía Tuesday, bahía Trujillo, bahía Félix, bahía Wodsworth, puerto Churruca y puerto Upright entre otros. Por su parte sur se tiene caleta Mataura, puerto Loberos, bahía Dislocación, bahía Latitud y bahía Otway.

#### Isla Santa Inés

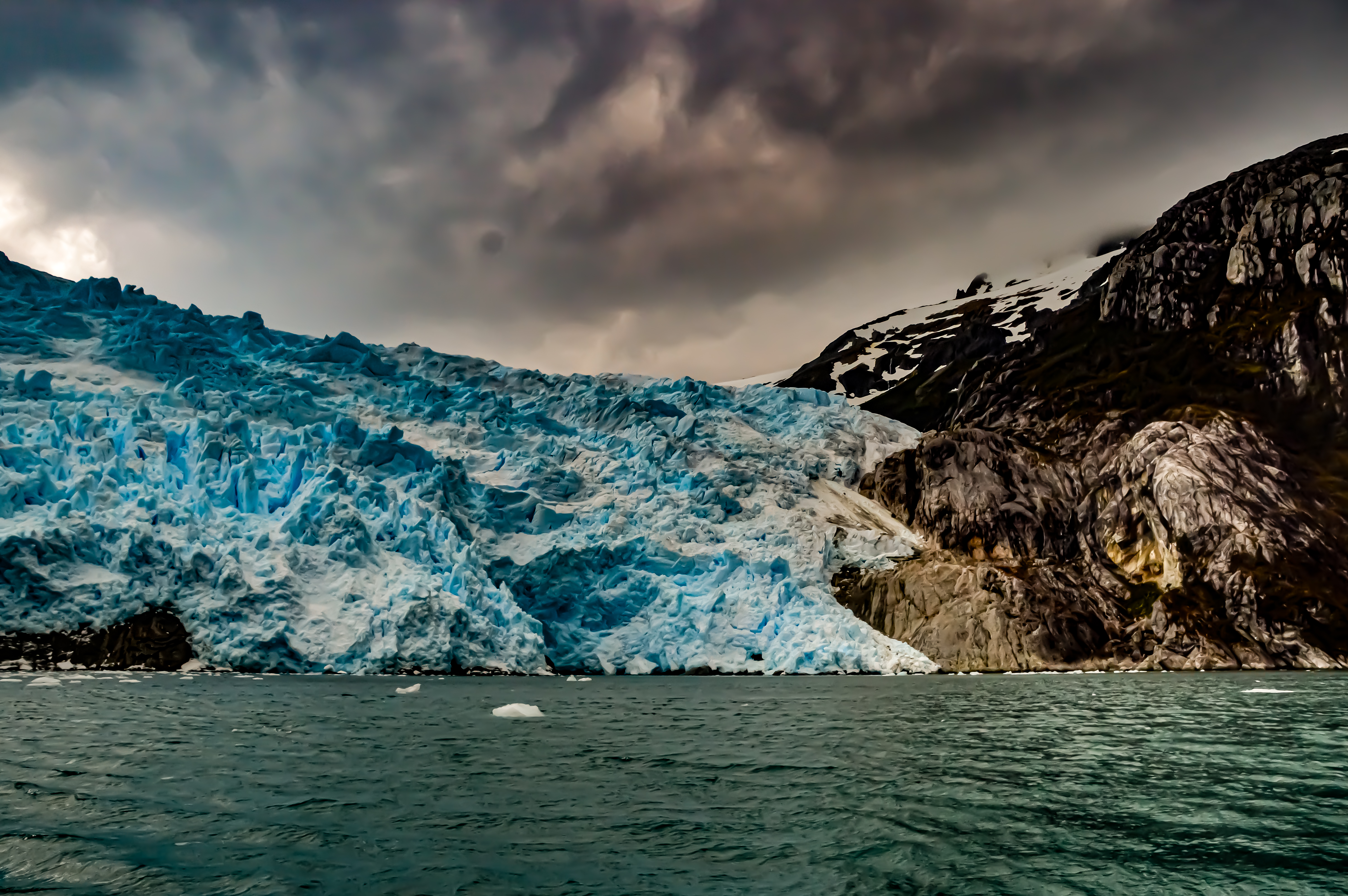
Glaciar Sarmiento de Gamboa, en la isla Santa Inés.

Mide 53 millas de largo por 39 millas en su mayor ancho. Por su lado norte limita con el canal Abra y con el estrecho de Magallanes, por el este con los canales Bárbara y González que la separan de la isla Clarence y por el sur y el oeste con el océano Pacífico.
La costa exterior, hacia el océano Pacífico, se dirige en dirección SE por más de 40 millas. Esta costa contiene profundos senos y está llena de numerosas islotes y rocas que le dan un aspecto desolado e inhospitalario. Los navegantes deben tomar todas las precauciones marineras si desean aproximarse a ella.
En la costa que da al estrecho de Magallanes se encuentra puerto Marsh, y las bahías Havergal, Swallow y Condesa en las cuales hay caletas y lugares en los que pueden fondear las naves.

#### Isla Clarence
Mide 30 millas en su eje N-S y 25 millas en el eje E-O. Su costa norte limita con el estrecho de Magallanes, la del este con el seno Pedro y el canal Acwalisnan que la separan de la isla Capitán Aracena, por el oeste con el canal Bárbara que la separa de la isla Santa Inés y por el sur con el canal Cockburn y varias islas que se abren hacia el océano Pacífico.
En su costado este se interna por unas 23 millas el seno Dyneley en dirección NO. En el sector sur oeste se eleva el monte Campana de 808 metros.

#### Isla Capitán Aracena
Tiene 22 millas en su eje N-S y 24 millas en el eje E-O. Por el norte limita con las aguas del estrecho de Magallanes, por el este con el canal Magdalena que la separa de la isla Grande de Tierra del Fuego, por el sur con el canal Cockburn que lo separa de la isla Grande y por el oeste con el seno Pedro y canal Acwalisnan que lo separan de la isla Clarence.
En su costa norte se le interna el seno Lyell y por su costa sur se internan profundamente los senos Mercurio, Prat y Mónica que tienen varios brazos y en los que se encuentran algunos fondeaderos para naves. En el lado este de la isla están puerto Hope y bahía Morrisa.

### Canales principales

#### Canal Magdalena

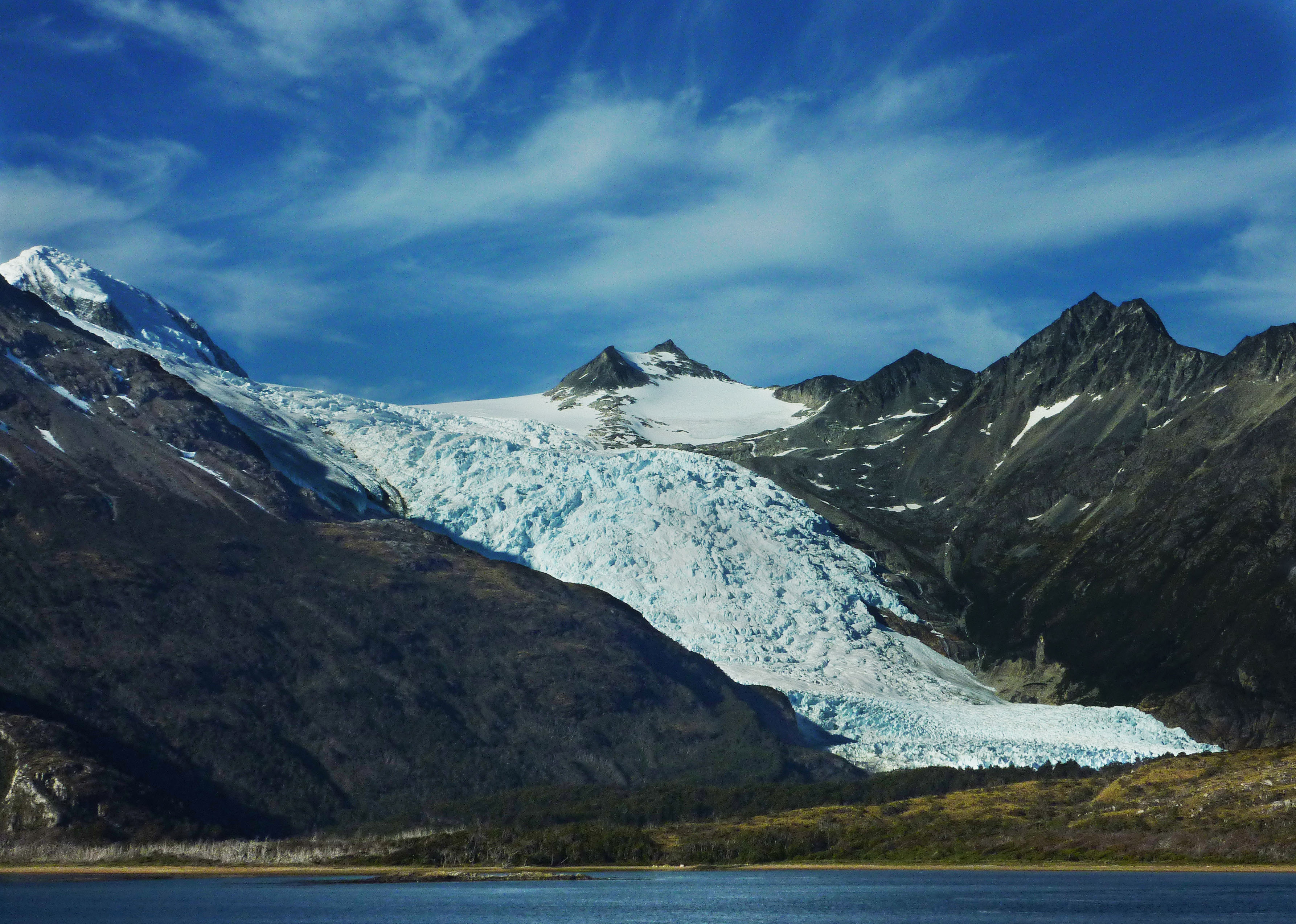
Glaciar en el Parque Nacional Alberto de Agostini en 2011.

Comunica la parte central del estrecho de Magallanes con el canal Cockburn. Se abre en el ángulo sur del seno Magdalena en el estrecho de Magallanes entre la punta Anxious de la isla Grande de Tierra del Fuego y el monte Vernal de la isla Capitán Aracena. Se extiende por 20 millas en dirección general sur entre tierras elevadas y barrancosas. La costa oriental es mucho más alta que la occidental y en ella desembocan enormes ventisqueros siendo notables los que descienden del monte Sarmiento, montaña de 2234 metros de altura y la más notable y hermosa de la Tierra del Fuego.
Tiene un ancho de 1½ millas en su boca norte el que aumenta paulatinamente hacia el sur hasta alcanzar las seis millas. Su navegación no presenta dificultades ya que es ancho, profundo y limpio, excepto una sonda de 5 metros que está señalada en la carta de navegación. Las corrientes de marea tiran con fuerza alcanzado los 3 nudos en sicigias.
En la costa oriental se abre el seno Keats, que se interna profundamente entre las elevadas montañas de la cordillera Darwin hacia el este por 12 millas y luego se divide en dos ramas que toman los nombres de seno Agostini de dirección general ESE por 12 millas el que a su vez se divide en los senos Hyatt de 8 millas y Serrano de 6 millas de largo, ambos de dirección general ESE y el seno Martínez de dirección general SSO por 17 millas. Estos senos son de una belleza difícil de encontrar en otros lugares del globo por lo que son visitados por muchos turistas que ocupan las naves que desde Punta Arenas ofrecen viajes hasta esos lugares.
En la costa occidental se encuentran el pequeño puerto Hope, útil solo como fondeadero de emergencia, la ensenda Stokes y bahía Morris con el mejor fondeadero de toda la zona para naves de cualquier porte.

#### Canal Cockburn
Corre a continuación del canal Magdalena por unas 40 millas en dirección general oeste. Sigue el contorno de la costa norte y oeste de la península Brecknock de la Isla Grande de Tierra del Fuego separándola de la costa sur de las islas Capitán Aracena, Diego, Seebrock, Clarence, Vidal Gormaz y grupo Magill. Desemboca en el océano Pacífico entre las islas Astrea del grupo Camden y Furia del grupo Magill. Sus costas son muy irregulares por cruzar una zona de características montañosas, formando senos y canales laterales que son vestigios de los antiguos ventisqueros que en otros tiempos cubrieron completamente esta región.
Es amplio y muy profundo por lo que su navegación no ofrece dificultad, excepto en su salida al océano Pacífico, en que hay que tener gran atención con los numerosos grupos de rocas e islotes que allí se encuentran. Las mareas tiran con menor fuerza que las del canal Magdalena. La creciente procede del estrecho de Magallanes y es mucho menor que la vaciante.
En su costa sur se abren varios senos en los que desaguan algunos ventisqueros entre los que sobresale seno Chico por su belleza natural, sólo comparable con la del seno Agostini: Otros senos en esta costa son: Seno Bluff, seno Brujo y seno Chasco. En la costa norte se encuentran los senos Mercurio, Dyneley y Duntze.

## Sector de la isla Grande de Tierra del Fuego

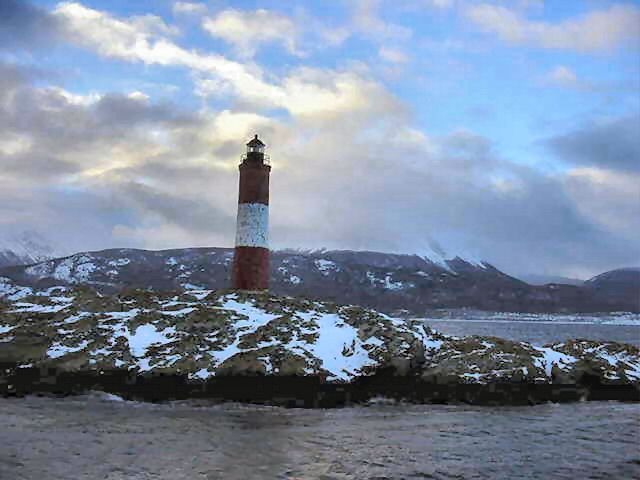
Faro Les Eclaireurs, en una isla al frente de la isla Grande de Tierra del Fuego, Argentina.

La isla Grande o Tierra del Fuego propiamente tal se extiende al norte del canal Beagle, desde el canal Cockburn hasta el cabo San Pío. Por lejos, es la mayor y más extensa del archipiélago fueguino, y forma el 65 % de la superficie total del archipiélago. Tiene la forma de un gran triángulo, cuya altura mide 140 millas sobre el meridiano de la punta Anegada por 240 millas de base que se extiende desde el extremo occidental de la península Brecknock hasta el cabo San Diego.
Está dividida entre las repúblicas de Argentina y Chile por una línea divisoria trazada en conformidad al Tratado de límites de 1881, esta se prolonga de norte a sur siguiendo la dirección del meridiano 68° 36′ 38" de longitud oeste, desde el cabo Espíritu Santo hasta tocar el canal Beagle.

### Sector argentino
El sector tiene 18 507 km² y pertenece a la provincia de Tierra del Fuego, Antártida e Islas del Atlántico Sur cuya capital es la ciudad de Ushuaia.

### Sector chileno
La parte chilena tiene una superficie de 29 484,7 km². Corresponde mayoritariamente a la provincia de Tierra del Fuego la cual ocupa el sector norte y cuya capital es la ciudad de Porvenir. El sector sur comprende la provincia Antártica Chilena. Ambas pertenecen a la Región de Magallanes y de la Antártica Chilena.

## Sector de las islas del sur y sureste

### Islas principales

#### Isla London

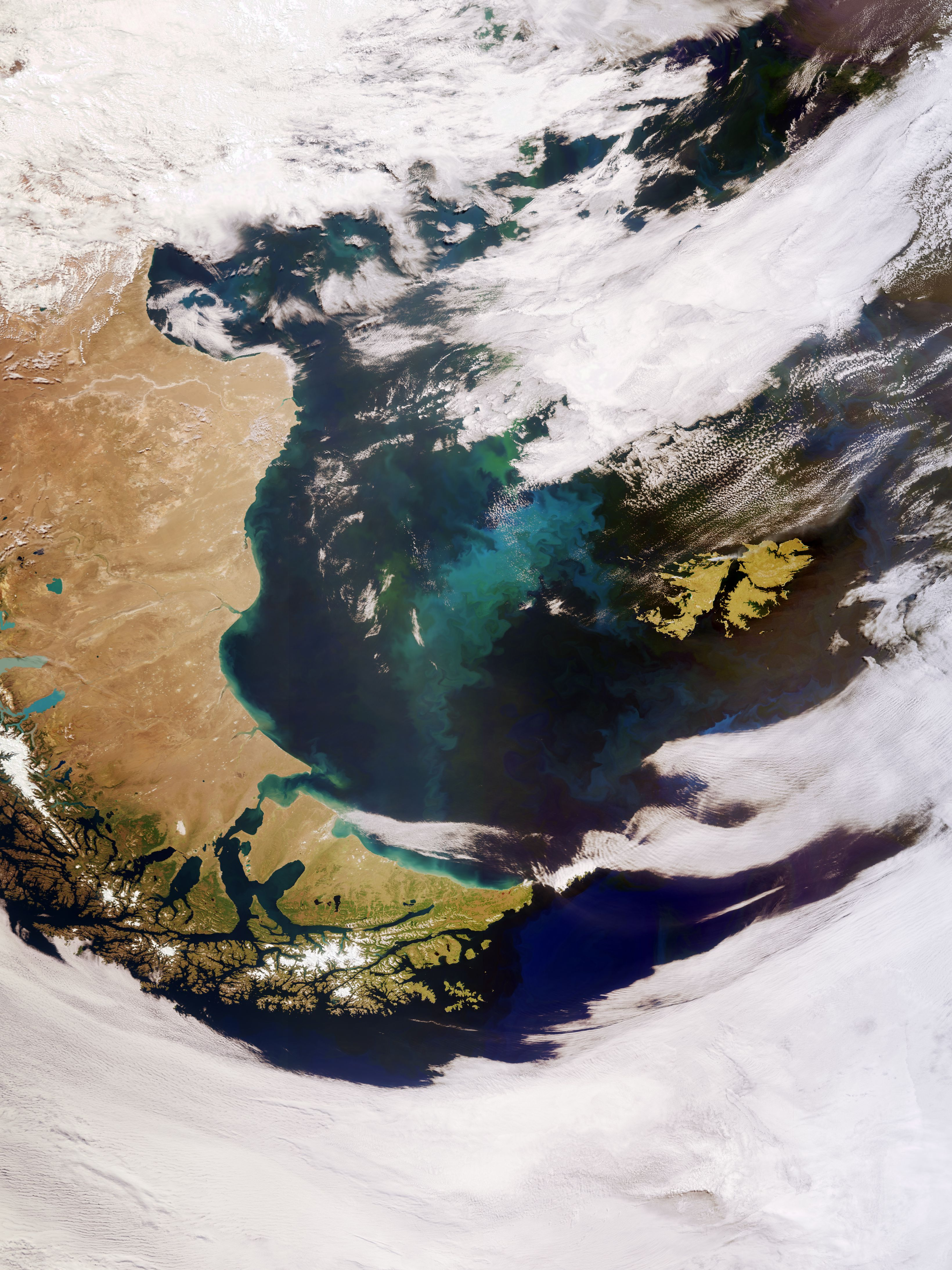
Vista aérea de la Patagonia e islas adyacentes, año 2022.

Es la más grande del grupo de las Camden aunque pequeña en comparación con las otras islas principales de este sector. Tiene una orientación noroeste-sureste con un largo de 8 millas y un ancho de 2 millas. Su relieve y contorno son muy irregulares. En ella se alzan los picos San Pablo de 734 metros en la parte noroeste y Horacio de 488 metros en la del sureste.
Por su lado norte corre el canal Brecknock, por el Este el paso Pratt que la separa de la isla Sídney, por el sur y el oeste el océano Pacífico. En el extremo sureste se encuentra puerto Townshend no recomendable para las naves por estar abierto a los vientos del 1.er y 2.do cuadrante y porque los del 3.er cuadrante bajan en fuertes ráfagas, williwaws.

#### Isla Stewart
De orientación general este-oeste tiene aproximadamente 20 millas de largo en esa dirección y un ancho medio de unas 5 millas. Por su lado norte corre el canal Ballenero, por el este y el sur el paso Adventure que la separa de la isla Londonderry y de las islas Gilbert y por el oeste las aguas del océano Pacífico.
Es alta y de relieve muy irregular; con una altura de 60 a 80 metros en su extremo oriental aumenta paulatinamente hacia occidente con cumbres y picachos como el pico Stewart de 871 metros, el cerro Puntiagudo de 681 y el Pico Doble de 645 metros.
En su costa occidental se encuentra puerto Stewart apto solo para buques pequeños.

#### Isla Londonderry
De gran extensión y de orientación general este-oeste. Mide 25 millas de largo por 9 millas en su parte más ancha. Su costa es de contornos muy sinuosos e irregulares en la que se forman numerosas bahías y penínsulas que le dan el aspecto de un grupo de islas. Su relieve es muy irregular, en las montañas de su sector occidental existen varios glaciares.
Por su lado norte corren las aguas de los canales Ballenero y O'Brien, por el lado oriental corre el canal Thomson que la separa de las islas Darwin y Thomson y la bahía Cook que la separa de la isla Hoste, por el sur las aguas del océano Pacífico y por el lado occidental el paso Adventure que la separa de la isla Stewart.
En su costa norte, sobre el canal Ballenero se encuentra puerto Engaño, cuyo surgidero es excelente para naves de todos los portes por su favorable orientación y a que las tierras que lo forman son de poca altura, por lo que no se forman williwaws cuando sopla viento muy fuerte.

#### Isla Gordon

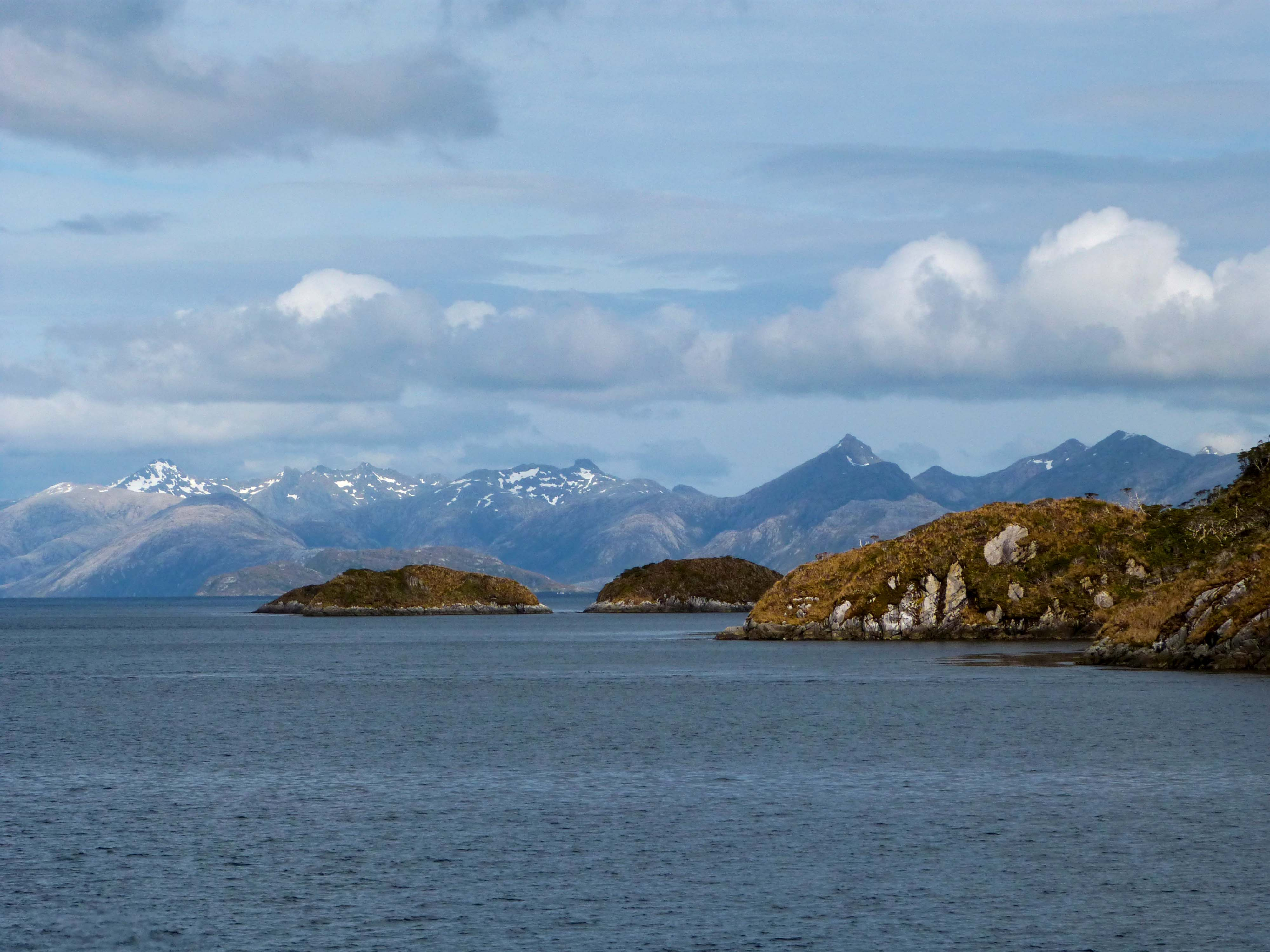
Isla Gordon

La isla Gordon se asemeja a un triángulo isósceles con su base de 10 millas de largo en el lado occidental y su eje mayor, en el sentido este-oeste, de 28 millas de largo. Divide el canal Beagle en dos pasos denominados brazo del Noroeste y brazo del Sudoeste.
La isla es montañosa y termina al este en la punta Divide, la que da origen a los dos brazos ya mencionados. En la costa norte se forman dos entradas profundas, las bahías Tres Brazos y Romanche; en la costa sur está la bahía Fleuriais.
Por el lado norte de la isla Gordon corre el brazo Noroeste, por el este el canal Beagle, por el sur el brazo Sudoeste y por el oeste el canal Barros Merino que la separa de las islas Thomson y Delta.

#### Isla Hoste
Es una de las de mayor superficie del archipiélago fueguino y de mayor extensión de costa o perímetro debido a su especial configuración formada por cinco penínsulas principales: Cloué, Rous, Hardy, Pasteur y Dumas entre las cuales el mar penetra profundamente formando senos y bahías de variadas dimensiones y direcciones.
Es muy montañosa con cumbres que sobrepasan los 1000 metros de altura y que están cubiertas de hielo y nieves que forman grandes ventisqueros especialmente en la península Cloué.
Por el lado norte corren el brazo Sudoeste y el canal Beagle, por el este el canal Murray, el seno Ponsonby y la bahía Nassau, por el sur el océano Pacífico y por el oeste la bahía Cook.

#### Isla Navarino

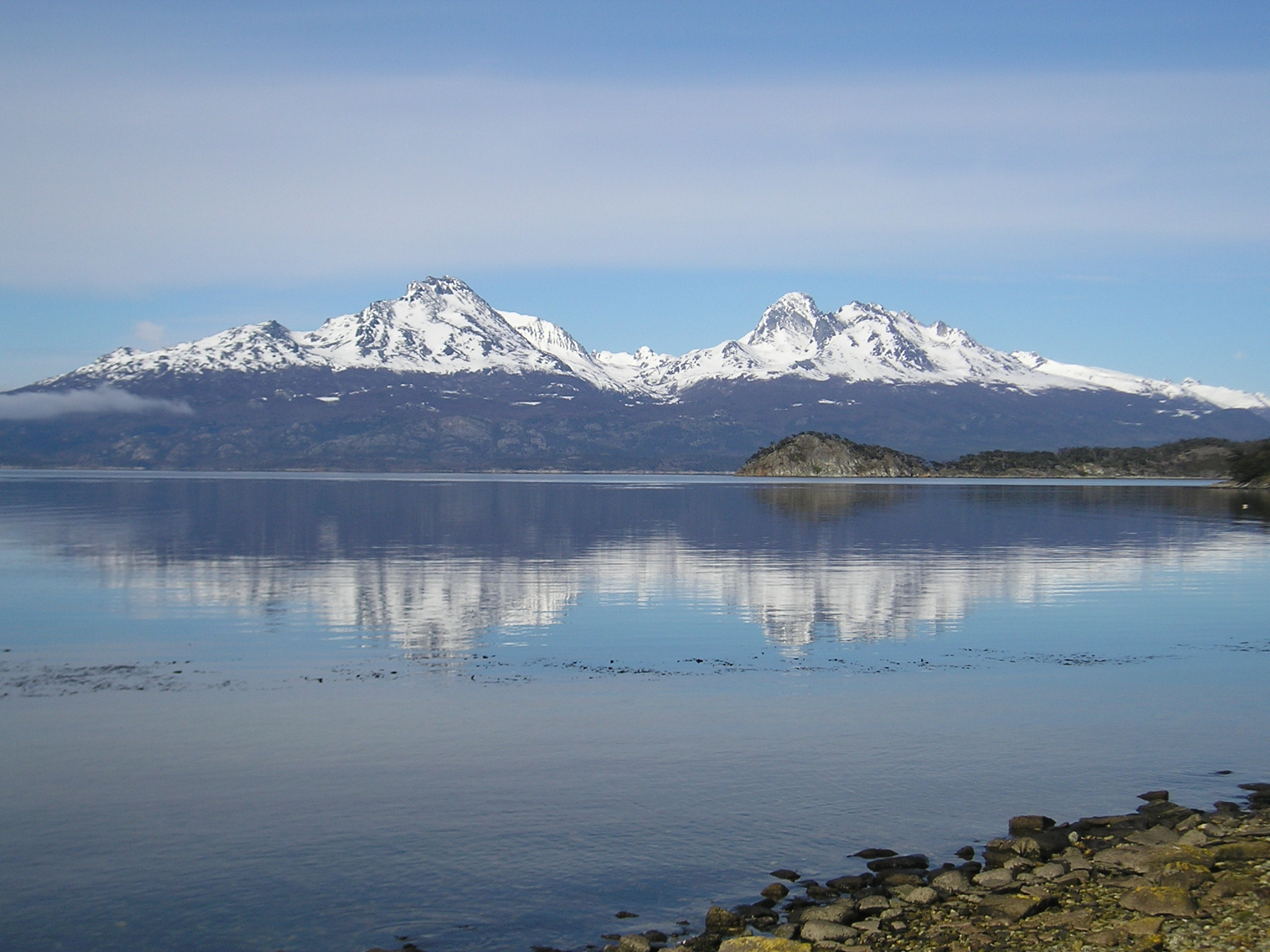
Isla Navarino

Esta gran isla mide 46 millas de largo en el sentido este-oeste, por 22 millas de ancho en el sentido norte-sur. Es montañosa, de relieve irregular; en su interior está cubierta de bosques y sus costas son bajas con pastos que permiten la crianza de ganado lanar.
En ella se encuentra caleta Wulaia, en la antigüedad centro de reunión del pueblo yámana. A comienzos del siglo XXI puerto Williams, en su ribera norte, es la capital de la provincia.
Por su lado norte corre el canal Beagle, por el este los pasos Picton y Goree la separan de las islas Picton y Lennox, por el sur está bahía Nassau y por el oeste el canal Murray la separa de la isla Hoste.

#### Isla de los Estados
Tiene 36 millas de largo en la dirección este-oeste y unas 7 millas de ancho medio. Sus costas son muy irregulares con profundos senos que se internan por entre elevadas montañas y que dividen la isla en cuatro penínsulas.
Las montañas son en general picachos agudos que se elevan hasta una altura de 825 metros, cubiertos de nieve casi la mayor parte del año. En los faldeos de los montes existen abundantes y hermosos árboles, predominando la haya y el canelo.
A escasos kilómetros al norte de la isla de los Estados se encuentran las islas de Año Nuevo, un pequeño grupo de islas e islotes entre las que destaca la isla Observatorio.

### Canales principales

#### Canal Beagle

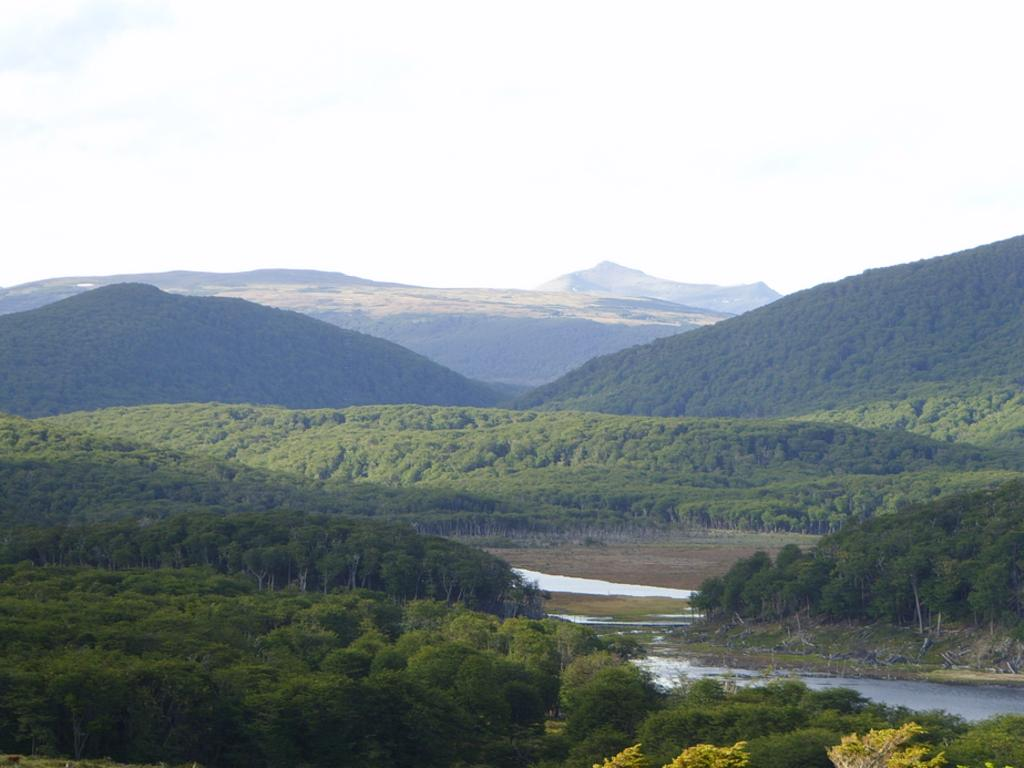
Valle cerca del Canal Beagle en 2009.

Se extiende a lo largo de la costa sur de la isla Grande de Tierra del Fuego a la que separa de las islas del sur y del sureste y restantes del archipiélago fueguino.
Corre del oeste al este, casi en línea recta y por una extensión de casi 200 millas, desde su unión con el canal Cockburn en su entrada occidental, hasta el cabo San Pío en su extremo oriental, tomando en su trayecto diferentes nombres.
Para su descripción se divide en tres partes. La parte occidental desde el canal Cockburn hasta el seno Garibaldi en que toma los nombres de canal Ballenero y canal O'Brien. La parte central desde el seno Garibaldi hasta el canal Murray en que toma los nombres de Brazo Noroeste, Brazo Suroeste y canal Beagle. La parte Oriental desde el canal Murray hasta el cabo San Pío en que continúa con el nombre de canal Beagle.

#### Canal Murray
Separa las islas Hoste y Navarino, uniendo las aguas del canal Beagle con las de bahía Nassau. Tiene una extensión de 23 millas. Es limpio y profundo.
En la costa de isla Navarino se encuentra caleta Wulaia considerada el mejor fondeadero del sector chileno del canal Beagle. Desde tiempos inmemoriales fue el lugar de reunión de los indígenas yámanas.

#### Estrecho de Le Maire
Separa el extremo oriental de la isla Tierra del Fuego de la isla de los Estados situada como a 16 millas de la primera.
Es ancho y libre de obstáculos, con excepción de manchones rocosos que despide el cabo San Diego, y los violentos escarceos de marea por lo que es conveniente que los buques que lo atraviesen tomen las debidas precauciones.

## Tierra del Fuego en las artes visuales
- Alexander Buchan participó en el primer viaje de James Cook de 1768-1771 a bordo del HMS Endeavour, donde fue uno de los artistas del séquito del botánico José bancos. Endeavour estaba anclado en la Bahía Buen Suceso el 15 de enero de 1769. Participó en una expedición que partía de aquí.
- Como pintor de barcos, Conrad Martens dibujó y creó acuarelas en 1833 y 1834 durante el segundo viaje del HMS Beagle en Tierra del Fuego.[26][27]
- El pintor y litógrafo francés Évremond de Bérard ilustró el diario de viaje "Le Tour du monde" con motivos de Tierra del Fuego en 1861.
- Rockwell Kent pintó "más de veinte cuadros de gran tamaño de Tierra del Fuego" durante su estancia allí en 1922 y 1923, como relata en su autobiografía It's Me O Lord: The Autobiography of Rockwell Kent.[28]

El pintor alemán Ingo Kühl viajó tres veces a Tierra del Fuego, donde creó pinturas en un ciclo titulado Paisajes del fin del mundo (2005).

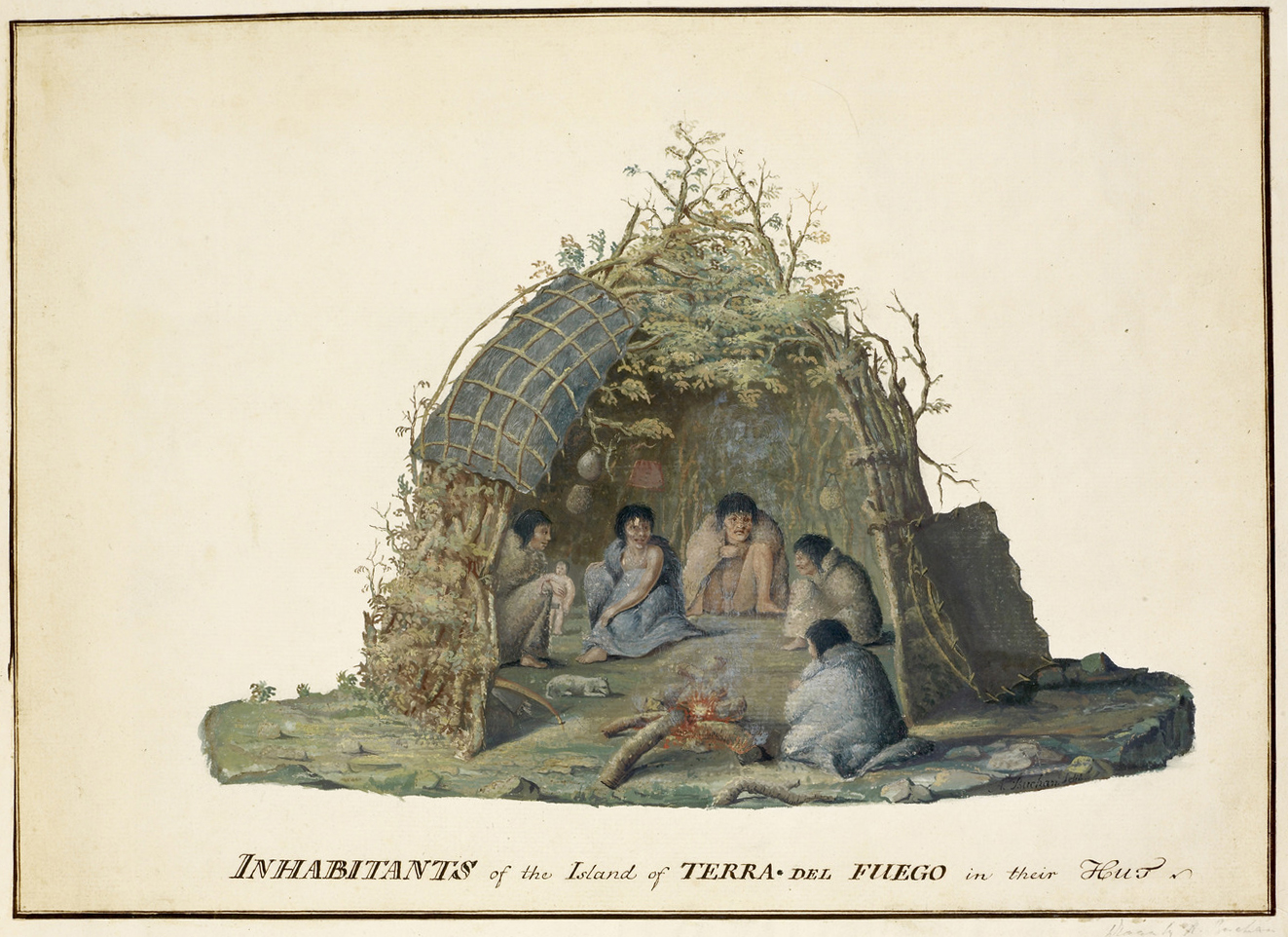
Alexander Buchan Inhabitants of Tierra del Fuego, 1769
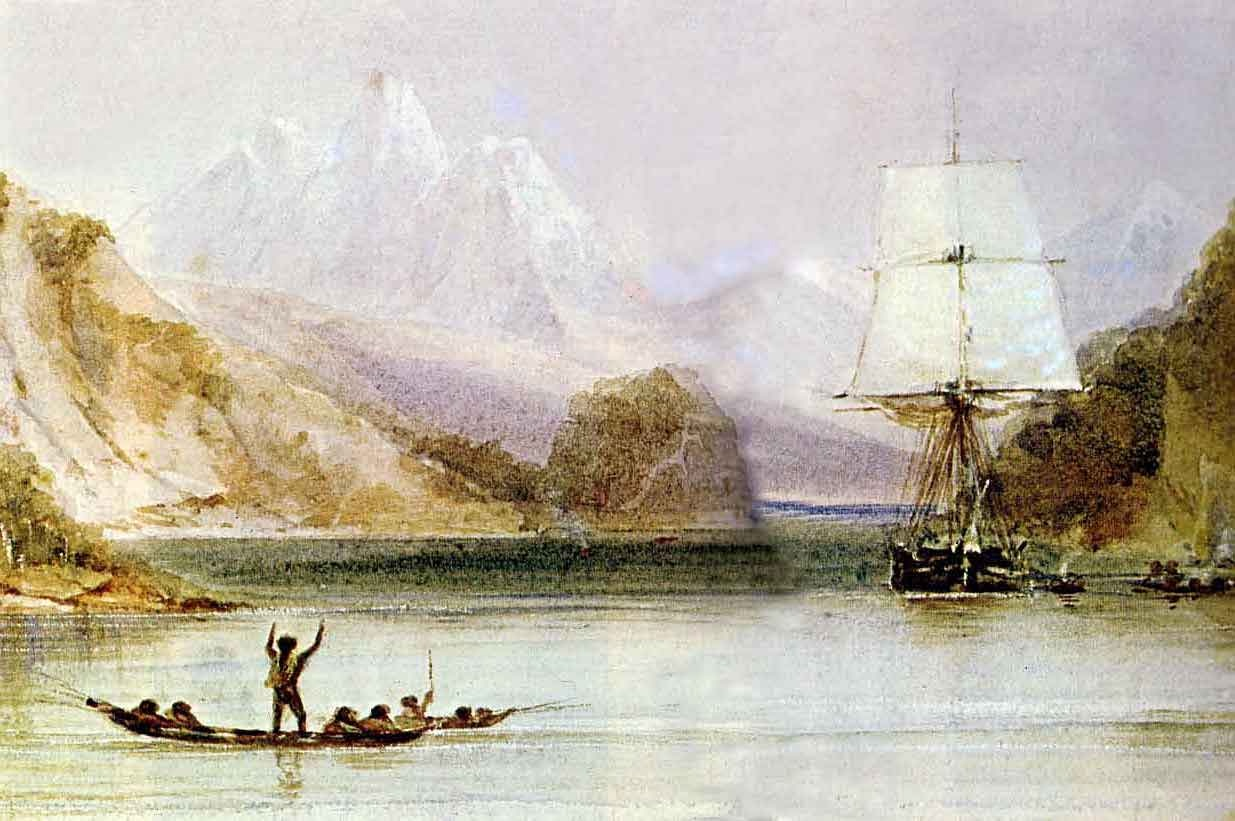
Conrad Martens HMS Beagle in Tierra del Fuego, entre 1832 y 1836
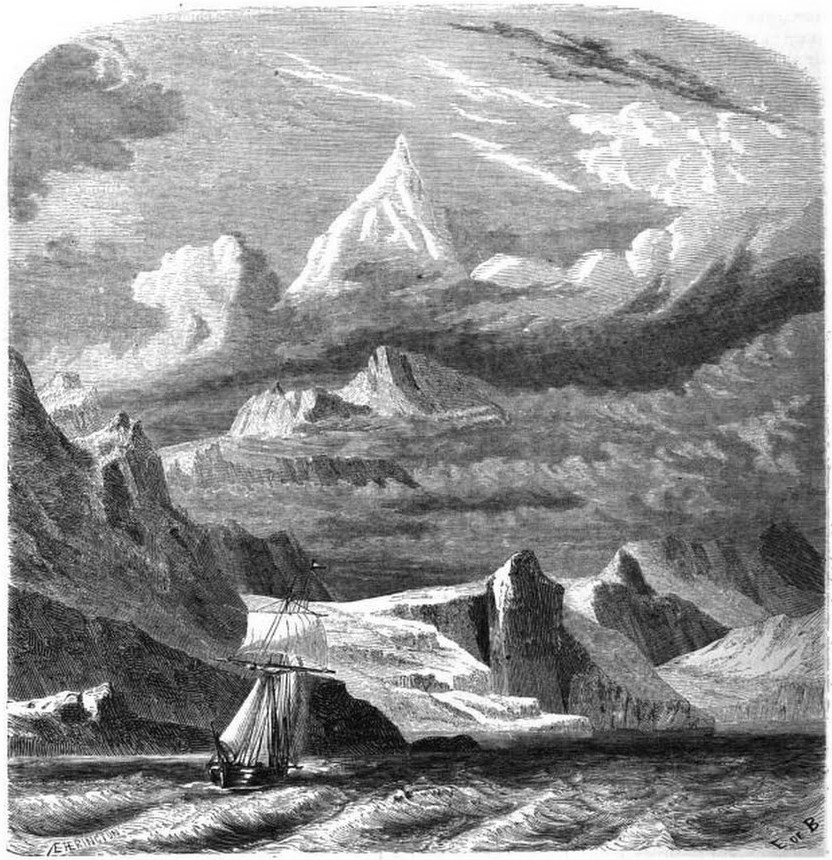
Évremond de Bérard Tierra del Fuego, Monte Sarmiento seen from Froward Cape, 1861
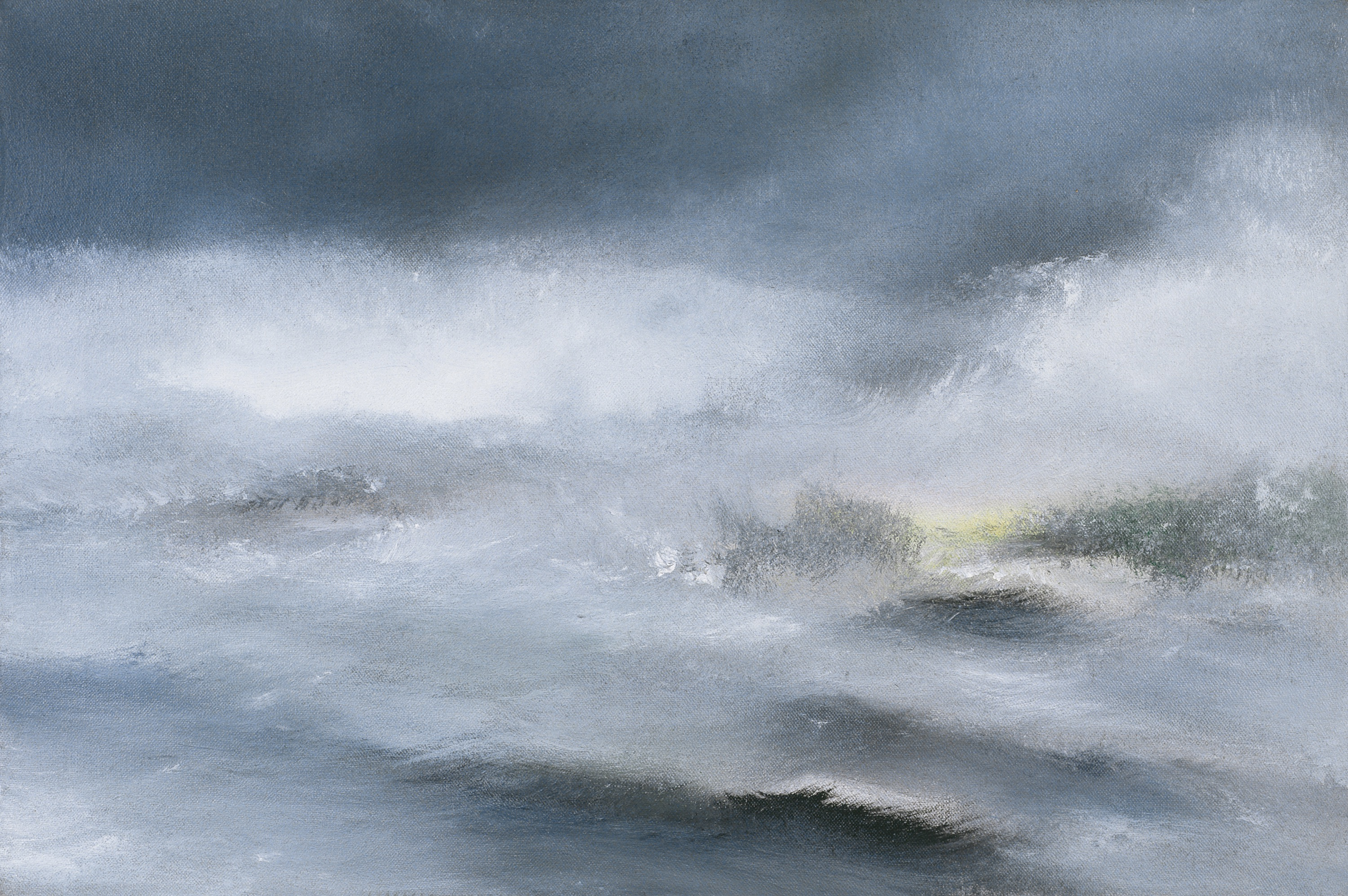
Ingo Kühl Glacier (Beagle Channel), pintado en 2005 en Punta Arenas